# Aranytigris söröző (Prága)
Az Aranytigrishez (csehül: u Zlatého tygra) Prága egyik leghíresebb sörözője a prágai óvárosban, a Husz utca 17-ben. Ez volt Bohumil Hrabal író törzshelye.

## Története
A vendéglátó helynek otthont adó épület őse a 13. században épült, először a 14. századi krónikák említik. és már a kora újkorban is vendéglátó helyként üzemelt. A középkorban még nem voltak házszámok, ezért az épületeket különböző tárgyakkal, képekkel jelölték. A mai sörözőnek helyet adó ház első jele a 15. században még egy kapa volt, a 16. században fekete oroszlán, és a 18. század eleje (a forrásokban 1702, illetve 1713) óta az arany tigris reliefje a kapu felett. Elképzelhető, hogy Európában először ez a ház kapott nevet egy tigrisről, ugyanis a régi korok jelképrendszerében a tigris a háború kegyetlenségét szimbolizálta, emiatt a névadásnál kerülték.
Az épületben először 1816-ban nyílt söröző, és a feljegyzések szerint az 1830-as években a hazafias mozgalmak tagjainak találkozóhelye volt. Az 1930-as évek elején kávéházként működött, és a cseh értelmiség egyik központja lett; itt vitatták meg a külföldi lapok cikkeit. 1935-ben František Skořepa lett a tulajdonos. Ő visszaalakította az épületet sörözővé, de értelmiségi találkozóhely funkciója a második világháború és a kommunizmus alatt is megmaradt. Sokat járt ide a pártállam egyik meghatározó bírálója, a később köztársasági elnökké választott Václav Havel drámaíró.

## Helyiségei, berendezése

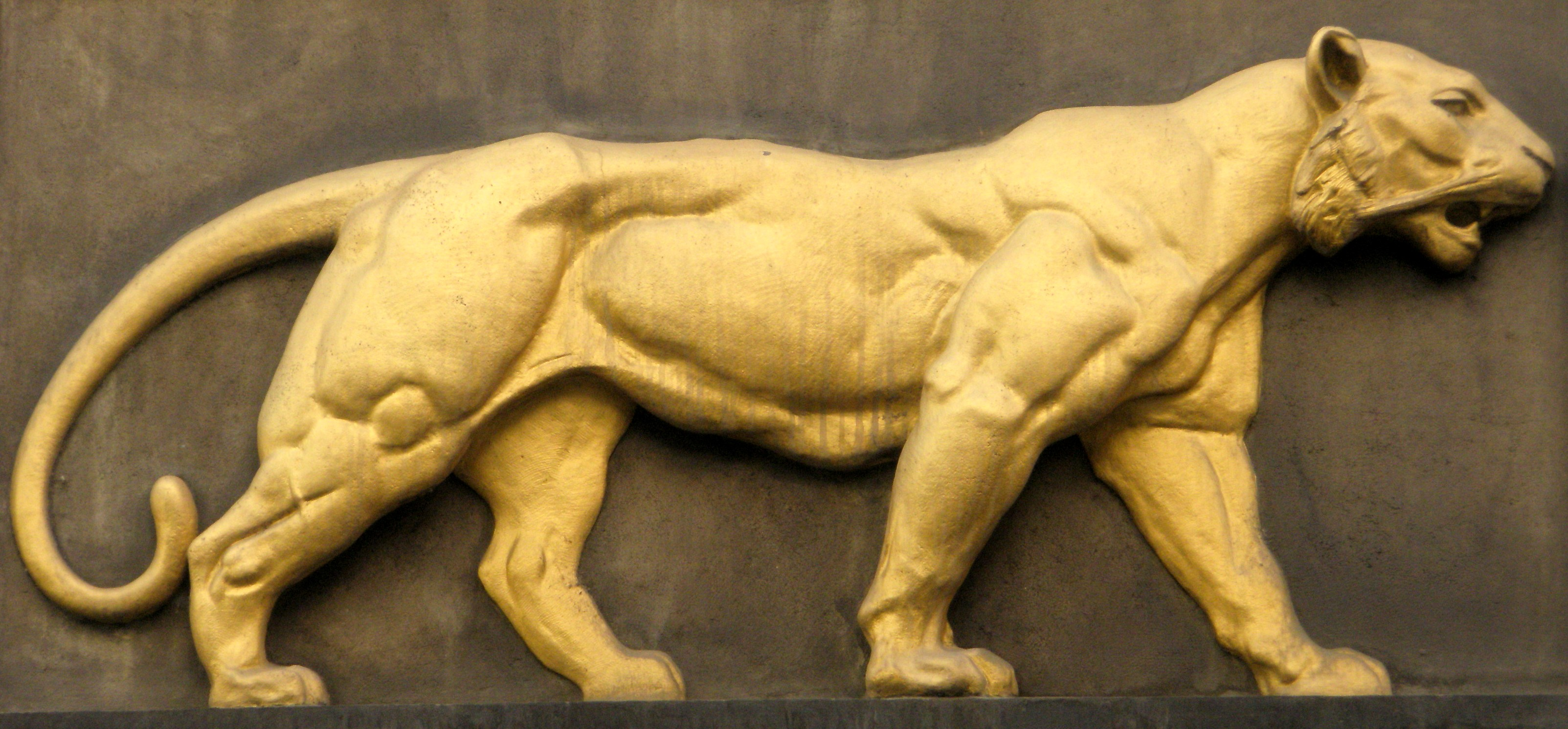
A híres, 18. századi cégér

Bejáratát egy domborművű tigris díszíti. Ez egy másolat, az eredeti arany tigris bent, a bejárattal szemközti falon látható.
A söröző két boltozatos helyiségből áll; mai formáját 1935-ben nyerte el. A kisebbikben az első két egyszerű faasztal a Kis Agancs és a Nagy Agancs, a mellékhelyiség közelében álló pedig a Télikert. Ennek anekdotája, hogy egyszer a turisták WC-s bácsinak nézték az ott üldögélő Bohumil Hrabalt, és aprópénzt tettek az előtte heverő kávéscsésze-alátétre.
A hely jellegére régi hordók utalnak. A lambériás falakat szürrealisztikus modern festmények ékítik.

## A Törzsvendég
A söröző leghíresebb törzsvendége Bohumil Hrabal író volt, aki az 1960-as évektől járt ide. Az agancsos asztalnál hátul, a konyha bejáratával szemben itta a megszámlálhatatlan korsónyi Prazdrojt. Jól jellemzi Hrabal viszonyulását a helyhez alábbi mondata a Levelek Áprilkának című könyvében: „Egyszer estefelé Arnošttal és a fiával taxiba szálltunk, és elhajtattunk hozzám az Arany Tigrisbe.”
Annyira ismert volt Hrabal ragaszkodása a helyhez, hogy a prágai orosz nagykövet a vendéglőbe küldött neki egy üveg konyakot. Hrabal a söröző törzsvendége maradt azután is, hogy kiköltözött a Prágától 35 kilométerre található kerskói tanyájára.

## Elnöki vizitek
Állítólag az 1930-as években inkognitóban felkereste a sörözőt Édouard Herriot francia miniszterelnök, majd miután kísérőitől megtudta, hogy a ott együtt iddogált politikus, művész és munkás, ezt mondta: "Uraim, a demokrácia itt van, és nem Franciaországban!".
Václav Havel ebben a sörözőben látta vendégül Bill Clinton amerikai elnököt 1994. január 11-én. Az erről készült fénykép ma is látható a vendéglő falán.
Bohumil Hrabal így emlékezett vissza a találkozóra:
"Majdnem négy órát vártunk rá az Arany Tigrisben. Amikor megérkezett és belépett, egy szép fiatalembert láttam, egy volt kosarast. Magas növésű, szép ember. Mi Havel elnök úrral a sarokban ültünk, és amikor a mi elnökünk fölállt, megkért, hogy én is üljek oda Clinton elnök úr asztalához. Ott aztán kezet fogtunk, és én mint az Arany Tigris törzsvendége is, mélyen a szemébe nézve (...) azt mondtam: "Clinton elnök úr! Ön engem Gary Cooperre emlékeztet a Délidő című filmből, mert Ön nem csak, hogy pontban délkor érkezett Brüsszelbe, de Prágába is pont délben érkezett, sőt pontosan délkor továbbrepül majd Moszkvába is. Tehát úgy délben, mint Gary Cooper."

## Érdekességek
Egy másik anekdota szerint František Skořepa nem akarta, hogy nők járjanak a sörözőjébe, ezért aprópénzt adott nekik még a kapu előtt, hogy inkább menjenek moziba. Egy idős, Helena nevű asszonynak azonban sikerült bejutnia, és 44 sört ittak meg a férjével.
Bill Clinton látogatása óta a söröző szerepel minden jelentősebb nyugati bédekkerben. Ezért rendszeresen keresik fel amerikai turistacsoportok, hogy a neves helyszínen fényképezkedjenek.

## Enni- és innivalók
Plzeňský Prazdroj sört mérnek.
Az ételválaszték igencsak szűkös. Leginkább sörkorcsolyákat választhatunk, főleg hatalmas pereceket.
Az árszínvonal belvárosi.